# Acid maleic
Axit maleic là một hợp chất hữu cơ 2 gốc carboxyl có công thức phân tử HO2CCHCHCO2H. Axit maleic là dạng đồng phân cís của axit but-2-endioic. Axit maleic có các phản ứng với base, oxit base, kim loại và muối. Nó cũng có phản ứng cộng và phản ứng este hoá. Khác với axit fumaric, nó có phản ứng tách nước tạo anhydride.